# لهستان در المپیک
کشور لهستان در بازی‌های المپیک توانسته ۲۷۱ مدال در بازی‌های المپیک تابستانی و ۱۴ مدال در بازی‌های المپیک زمستانی کسب کند.

## جدول مدال‌ها بر پایه بازی‌ها

### بازی‌های المپیک تابستانی
| بازی              | ورزشکار    | طلا        | نقره       | برنز       | مجموع      | رتبه       |
| ۱۹۲۴ پاریس        | ۶۵         | ۰          | ۱          | ۱          | ۲          | ۲۲         |
| ۱۹۲۸ آمستردام     | ۹۳         | ۱          | ۱          | ۳          | ۵          | ۲۱         |
| ۱۹۳۲ لس آنجلس     | ۵۱         | ۲          | ۱          | ۴          | ۷          | ۱۴         |
| ۱۹۳۶ برلین        | ۱۴۳        | ۰          | ۳          | ۳          | ۶          | ۲۲         |
| ۱۹۴۸ لندن         | ۳۷         | ۰          | ۰          | ۱          | ۱          | ۳۴         |
| ۱۹۵۲ هلسینکی      | ۱۲۵        | ۱          | ۲          | ۱          | ۴          | ۲۰         |
| ۱۹۵۶ ملبورن       | ۶۴         | ۱          | ۴          | ۴          | ۹          | ۱۷         |
| ۱۹۶۰ رم           | ۱۸۵        | ۴          | ۶          | ۱۱         | ۲۱         | ۹          |
| ۱۹۶۴ توکیو        | ۱۴۰        | ۷          | ۶          | ۱۰         | ۲۳         | ۷          |
| ۱۹۶۸ مکزیکو سیتی  | ۱۷۷        | ۵          | ۲          | ۱۱         | ۱۸         | ۱۱         |
| ۱۹۷۲ مونیخ        | ۲۹۰        | ۷          | ۵          | ۹          | ۲۱         | ۷          |
| ۱۹۷۶ مونترال      | ۲۰۷        | ۷          | ۶          | ۱۳         | ۲۶         | ۶          |
| ۱۹۸۰ مسکو         | ۳۰۶        | ۳          | ۱۴         | ۱۵         | ۳۲         | ۱۰         |
| ۱۹۸۴ لس آنجلس     | شرکت نداشت | شرکت نداشت | شرکت نداشت | شرکت نداشت | شرکت نداشت | شرکت نداشت |
| ۱۹۸۸ سئول         | ۱۴۳        | ۲          | ۵          | ۹          | ۱۶         | ۲۰         |
| ۱۹۹۲ بارسلونا     | ۲۰۱        | ۳          | ۶          | ۱۰         | ۱۹         | ۱۹         |
| ۱۹۹۶ آتلانتا      | ۱۶۵        | ۷          | ۵          | ۵          | ۱۷         | ۱۱         |
| ۲۰۰۰ سیدنی        | ۱۸۷        | ۶          | ۵          | ۳          | ۱۴         | ۱۴         |
| ۲۰۰۴ آتن          | ۱۹۴        | ۳          | ۲          | ۵          | ۱۰         | ۲۳         |
| ۲۰۰۸ پکن          | ۲۶۸        | ۳          | ۶          | ۱          | ۱۰         | ۲۰         |
| ۲۰۱۲ لندن         | ۲۱۸        | ۲          | ۲          | ۶          | ۱۰         | ۳۰         |
| ۲۰۱۶ ریو د ژانیرو |            |            |            |            |            |            |
| مجموع             | مجموع      | ۶۴         | ۸۲         | ۱۲۵        | ۲۷۱        | ۱۹         |